# Дзенконе
Дзенконе (пол. Dziękonie) — село в Польщі, у гміні Моньки Монецького повіту Підляського воєводства.
Населення — 164 особи (2011).
У 1975-1998 роках село належало до Білостоцького воєводства.

## Демографія
Демографічна структура станом на 31 березня 2011 року:
|          | Загалом | Допрацездатний вік | Працездатний вік | Постпрацездатний вік |
| -------- | ------- | ------------------ | ---------------- | -------------------- |
| Чоловіки | 86      | 19                 | 51               | 16                   |
| Жінки    | 78      | 8                  | 45               | 25                   |
| Разом    | 164     | 27                 | 96               | 41                   |